# Shāhpura (ort i Indien, Madhya Pradesh)
Shāhpura är en ort i Indien.   Den ligger i distriktet Jabalpur och delstaten Madhya Pradesh, i den centrala delen av landet, 700 km söder om huvudstaden New Delhi. Shāhpura ligger 379 meter över havet och antalet invånare är 12 813.
Terrängen runt Shāhpura är platt. Runt Shāhpura är det tätbefolkat, med 735 invånare per kvadratkilometer. Närmaste större samhälle är Pātan, 16,8 km norr om Shāhpura. Trakten runt Shāhpura består till största delen av jordbruksmark.